# 국제게임낚시협회

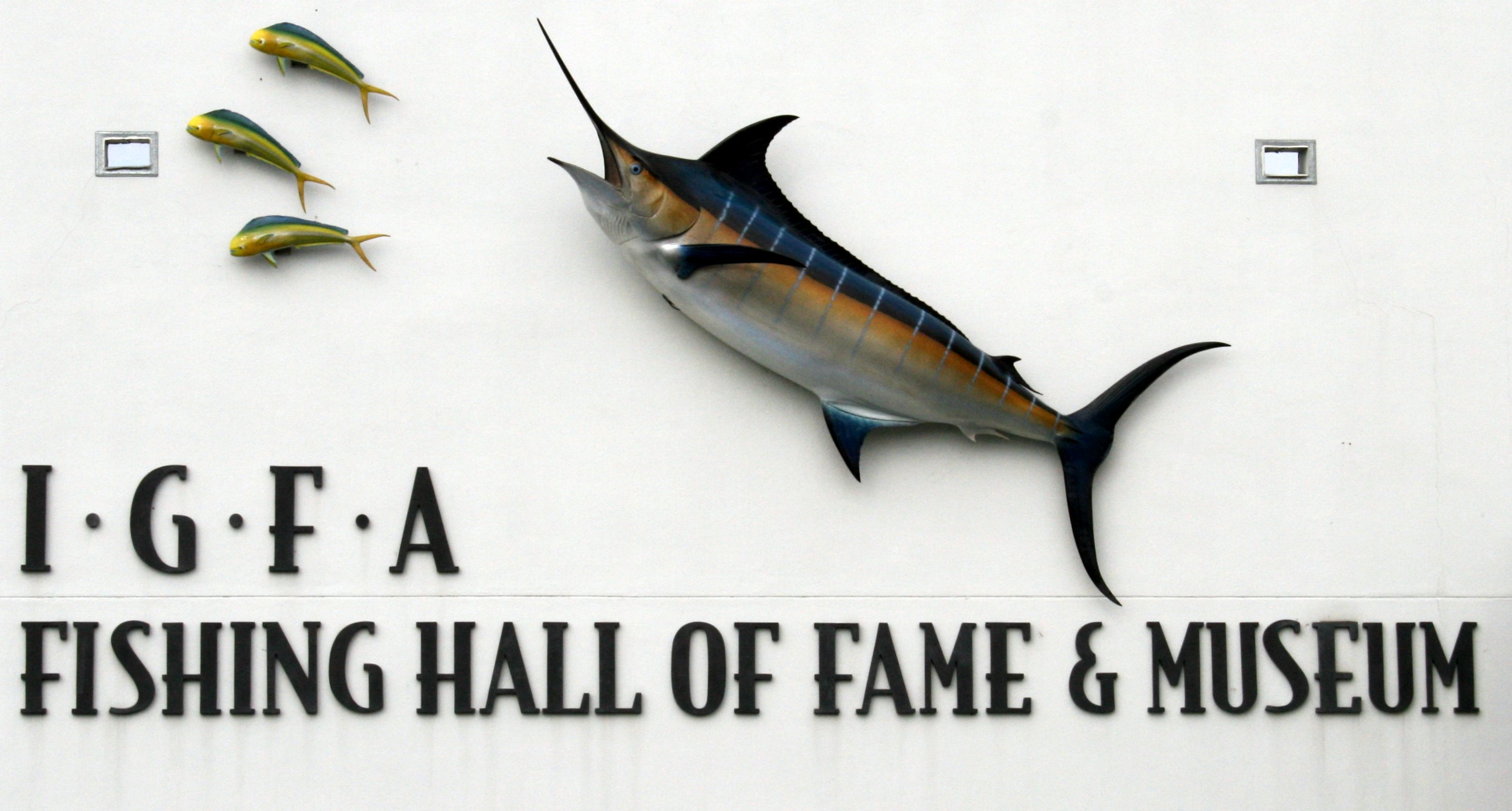

국제게임낚시협회(International Game Fish Association, IGFA), 국제게임피시협회는 낚시 분야의 선도적인 권위자이자 어류 부문별 최신 세계 기록 어획량을 보유하고 있는 기관이다. 스포츠 낚시꾼인 어부들은 연례 "월드 레코드 게임 피시"(World Record Game Fishes) 간행물에 등재되는 영예를 얻기 위해 페어플레이 및 라인 요구 사항에 대한 엄격한 규칙을 주의 깊게 따른다. 이 간행물은 또한 낚시 팁을 제공하고 광범위한 물고기 식별 가이드를 제공한다. IGFA는 또한 수생 서식지 보존을 열렬히 지지하며 전 세계의 생물학자들과 협력하고 있다.
이는 스포츠 낚시에 대한 세계 최고의 관리 기관으로 간주된다.
IGFA는 플로리다 주 데이니아비치에 본사를 두고 있다.

## 철학
IGFA의 목표는 사냥감 어종, 관련 식용 어류 및 그 서식지가 유지되고 현명하게 사용되며 영속되어야 하는 경제적, 사회적, 레크리에이션 및 미학적 자산이라는 믿음에 기초하고 있다. 낚시 스포츠는 건전한 스포츠 및 보존 관행과 일치하는 방식으로 대중이 추구하도록 교육해야 하는 중요한 레크리에이션, 경제 및 사회 활동이다.

## 같이 보기
- IGFA한국위원회